# Brahea armata
Brahea armata S. Watson, 1876, comunemente nota come palma blu del Messico, è una pianta della famiglia delle Arecacee, originaria del Messico.

## Descrizione
È una palma con fusto eretto alto sino a 15 m, del diametro di circa 45 cm.
Ha foglie palmate di colore blu-argenteo, lunghe fino a 2,5 m, rette da un picciolo spinoso.
 
Produce infiorescenze ramificate lunghe fino a 5 m, con fiori gialli ermafroditi.
 
I frutti sono grossolanamente sferici, del diametro di circa 2 cm, di colore dal bruno al nero a maturità.

## Distribuzione e habitat
La specie è originaria del Messico nord-occidentale (Baja California e Sonora).
Cresce a medie e basse altitudini, sempre in posti in cui è presente l'acqua.

## Coltivazione
È molto resistente e robusta e riesce a sopportare i -12/-15° gradi perciò è molto adatta ai climi mediterranei. Si può piantare anche vicino al mare perché è molto resistente al vento carico di salsedine e si adatta a suoli poveri e ghiaiosi.